# Saijō
Saijō (jap. 西条市 Saijō-shi) – miasto w Japonii, na wyspie Sikoku, w prefekturze Ehime.

## Położenie
Miasto leży we wschodniej części prefektury nad Morzem Wewnętrznym Seto. Graniczy z:
- Niihama
- Imabari
- Tōon

## Historia
Miasto otrzymało prawa miejskie 29 kwietnia 1941 roku. 1 listopada 2004 roku teren miasta powiększył się o miasteczka Komatsu i Tanbara (z powiatu Shūsō) oraz miasto Tōyo.

## Przemysł
W mieście rozwinął się przemysł maszynowy, włókienniczy, celulozowo-papierniczy oraz rolno-spożywczy.

## Populacja
Zmiany w populacji Saijō w latach 1970–2015:
| Rok  | Populacja |
| ---- | --------- |
| 1970 | 108 270   |
| 1975 | 110 548   |
| 1980 | 112 961   |
| 1985 | 115 983   |
| 1990 | 115 251   |
| 1995 | 114 706   |
| 2000 | 114 548   |
| 2005 | 113 371   |
| 2010 | 112 091   |
| 2015 | 108 244   |

## Miasta partnerskie
- Chiny: Baoding